# Pindang

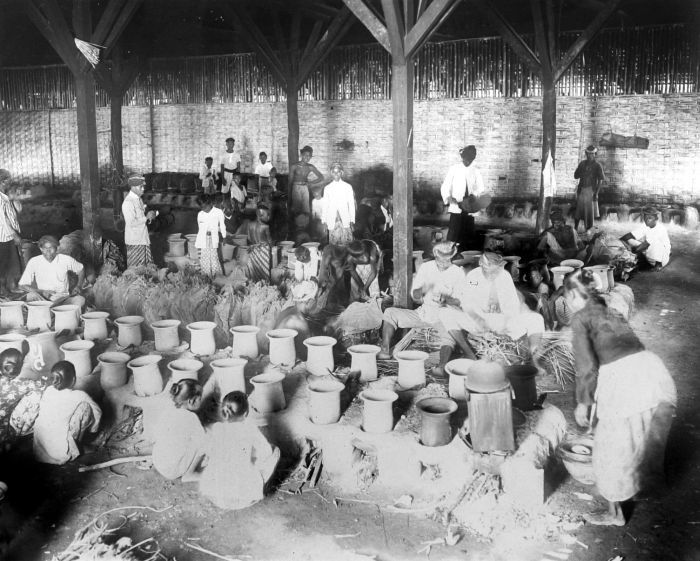
Préparation de poisson pindang dans le Java oriental, années 1920. Tropenmuseum.

Le pindang est un mode de cuisson indonésien consistant à porter à ébullition des aliments dans du sel et un mélange d'épices et de condiments. Originaire de Palembang, dans le Sumatra du Sud, cette recette est traditionnellement employée pour cuire du poisson ou des œufs (œufs pindang) et permet de mieux conserver les aliments. C'est aussi le nom d'une soupe.

## Lepindangen tant que plat
Le terme peut aussi faire référence à une soupe de poisson épicées à base, normalement, de poisson d'eau douce (Osphronemidae, Pangasius, poisson-chat, carpe)). Mais on peut aussi y mettre du poisson marin (Spare japonaise, poisson-lait, maquereau, thon, crevette). Le poisson est bouilli dans de l'eau et un mélange d'épices qui peut inclure tamarinier, ail, échalote, curcuma, citronnelle ou citronnelle de Ceylan, galanga, feuilles de Salam, feuille de citronnier, pâte de crevettes, sucre de palme et sel. On peut aussi y ajouter de la tomate, du concombre, du piment.

## Lepindangen tant que méthode de conservation
C'est aussi une métode de cuisson et de conservation des aliments. Il faut faire porter à ébullition les aliments dans de l'eau salée qui contient aussi des condiments à base de tanin, comme de la sauce de soja, de la peau d'échalote, des feuilles de teck ou de thé, etc. Cela donne aux aliments préparés ainsi une teinte différente, allant du jaunâtre au brunâtre, et une vie plus longue que par une ébullition classique.
En méthode de préservation, on peut aussi trouver en Indonésie de la viande séchée (dendeng, jerky), achards.

## Galerie

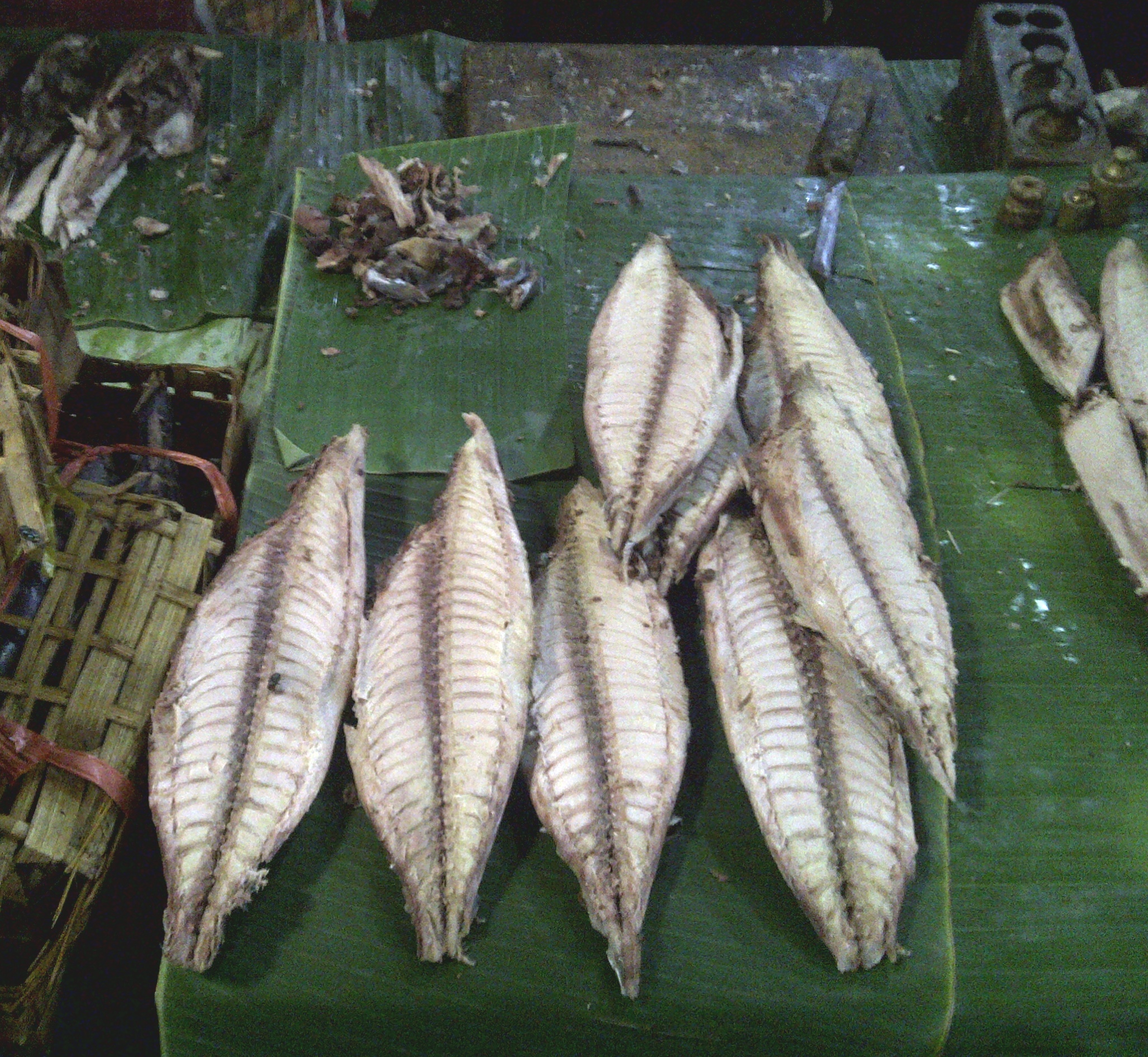
Maquereau et thon pindang à Kalibaru
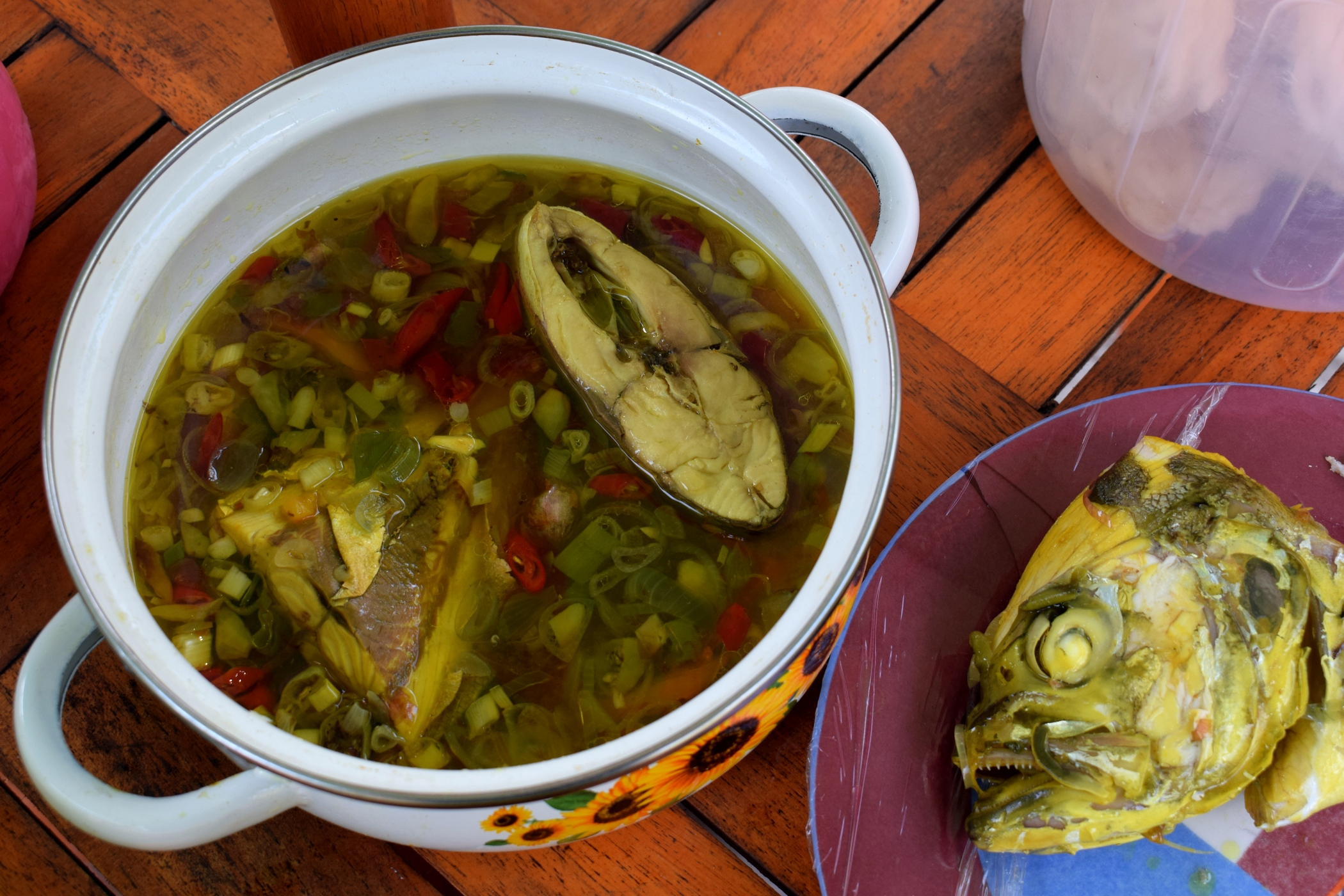
Pindang serani
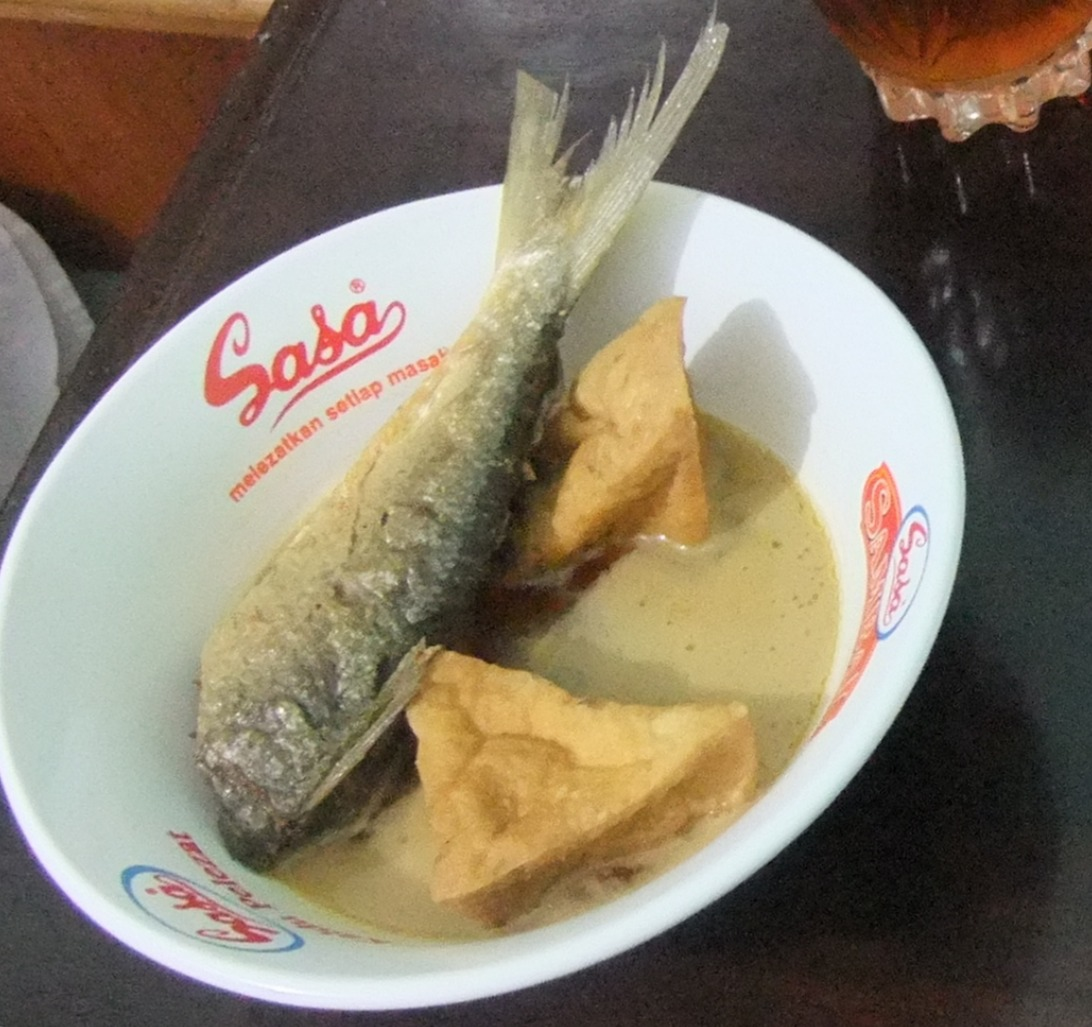
Pindang bandeng
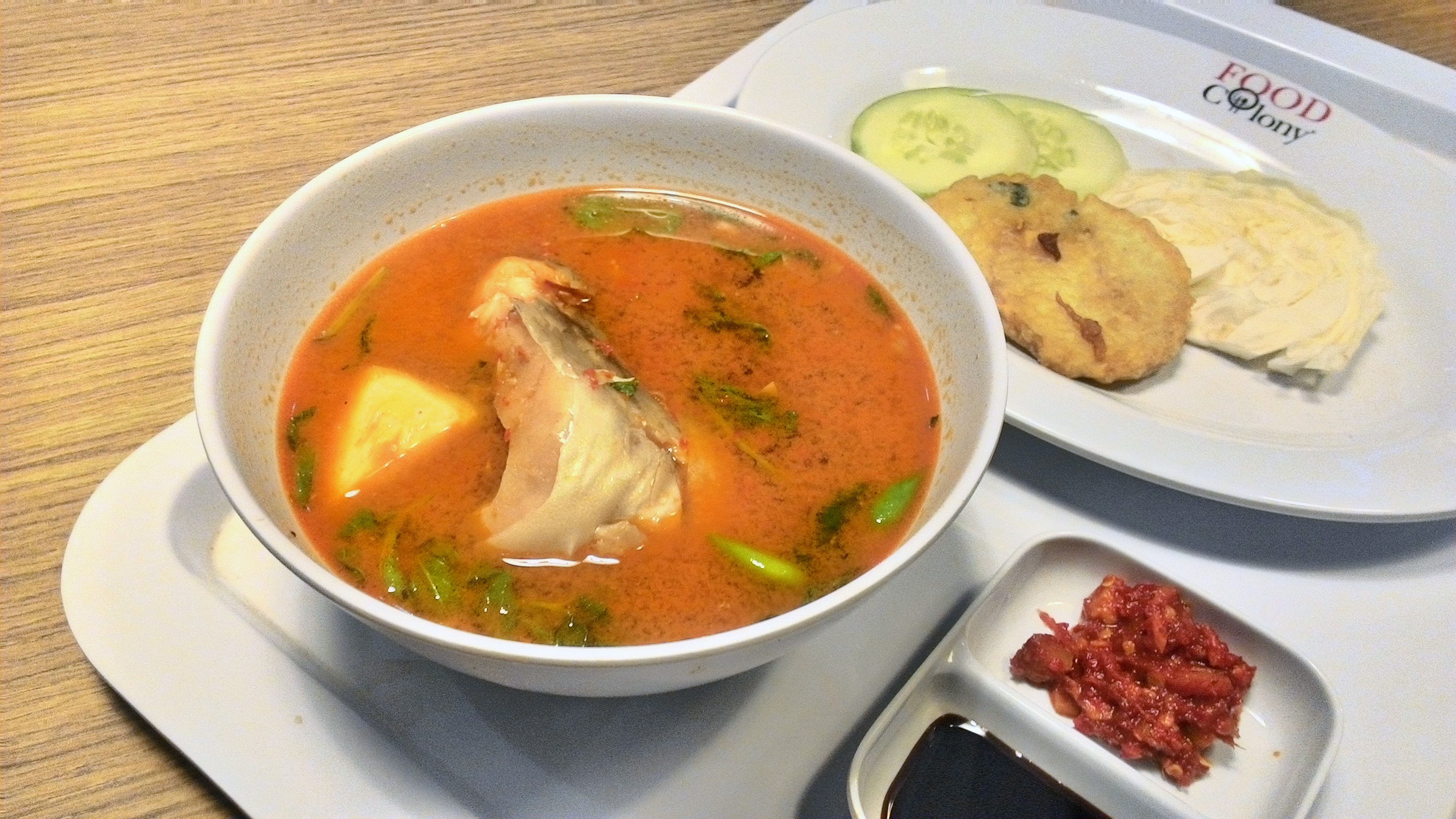
Pindang patin
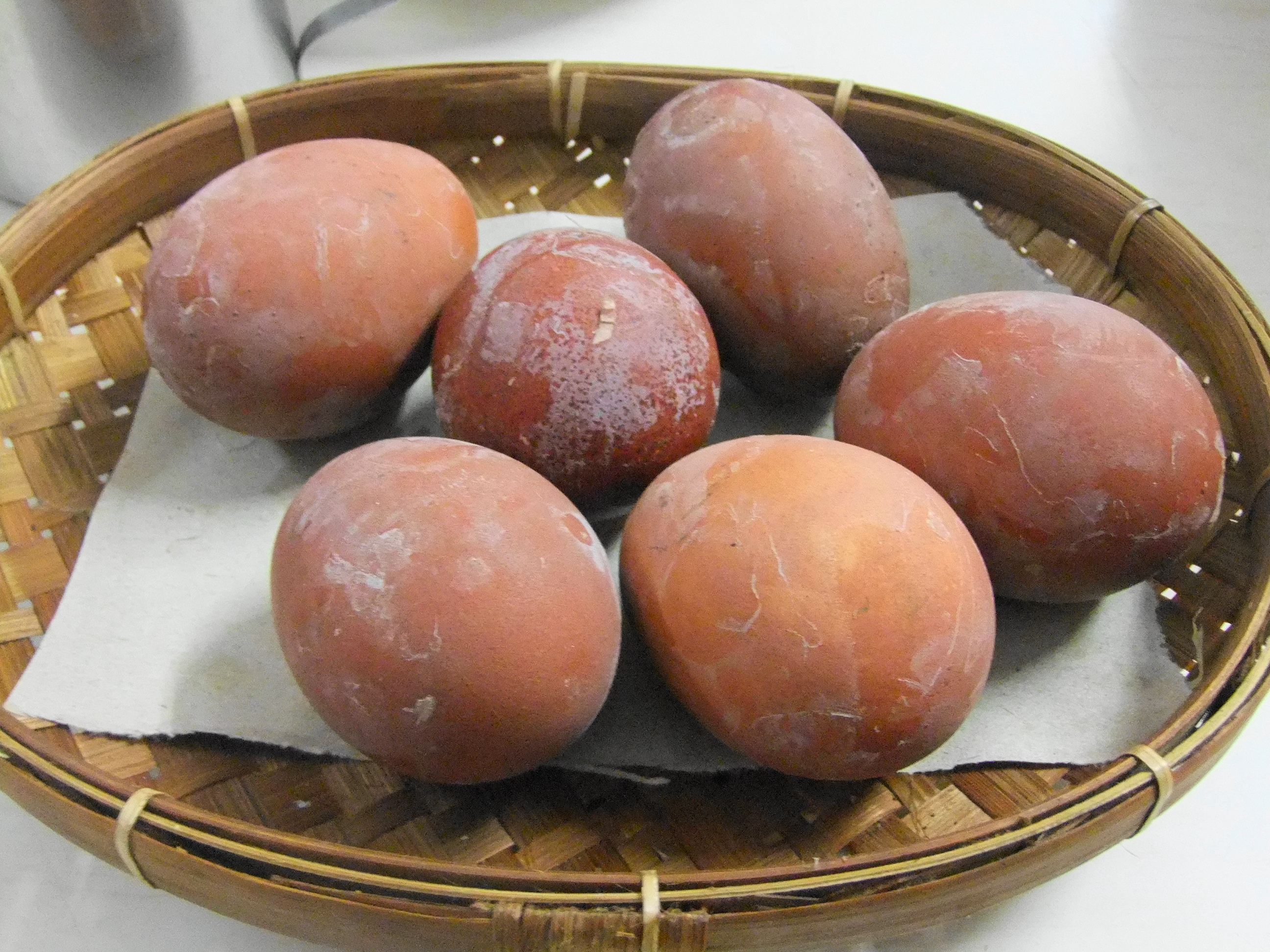
Telur pindang